# از دست‌دادن چیس
از دست‌دادن چیس (به انگلیسی: Losing Chase) فیلمی محصول سال ۱۹۹۶ و به کارگردانی کوین بیکن است. در این فیلم بازیگرانی همچون هلن میرن، کیرا سجویک و بو بریجز ایفای نقش کرده‌اند.